# Membracis subulata
Membracis subulata är en insektsart som beskrevs av Weber. Membracis subulata ingår i släktet Membracis och familjen hornstritar. Inga underarter finns listade i Catalogue of Life.